# Rouffignac-de-Sigoulès
Rouffignac-de-Sigoulès ist eine französische Gemeinde mit 321 Einwohnern (Stand 1. Januar 2022) im Département Dordogne in der Region Nouvelle-Aquitaine (vor 2016: Aquitanien). Sie gehört zum Arrondissement Bergerac und zum Kanton Sud-Bergeracois.
Der Name in der okzitanischen Sprache lautet Rofinhac des Sigolés. Mehrere Theorien drehen sich um seine Herkunft. Er könnte sich von einem Landgut ableiten, das in gallorömischer Zeit einem „Rufinius“ gehörte. Eine andere Erklärung ist die eines Landguts einer früheren Villa und eines Vicus, das im fünften Jahrhundert vom Minister Rufinus gegründet wurde. Eine weitere plädiert für einen Hinweis auf die Grotte Fontanguillère, da Raufi oder Roffi in der altfranzösischen Sprache „Grotte“ bedeutet.
Die Einwohner werden Rouffignacois und Rouffignacoises genannt.

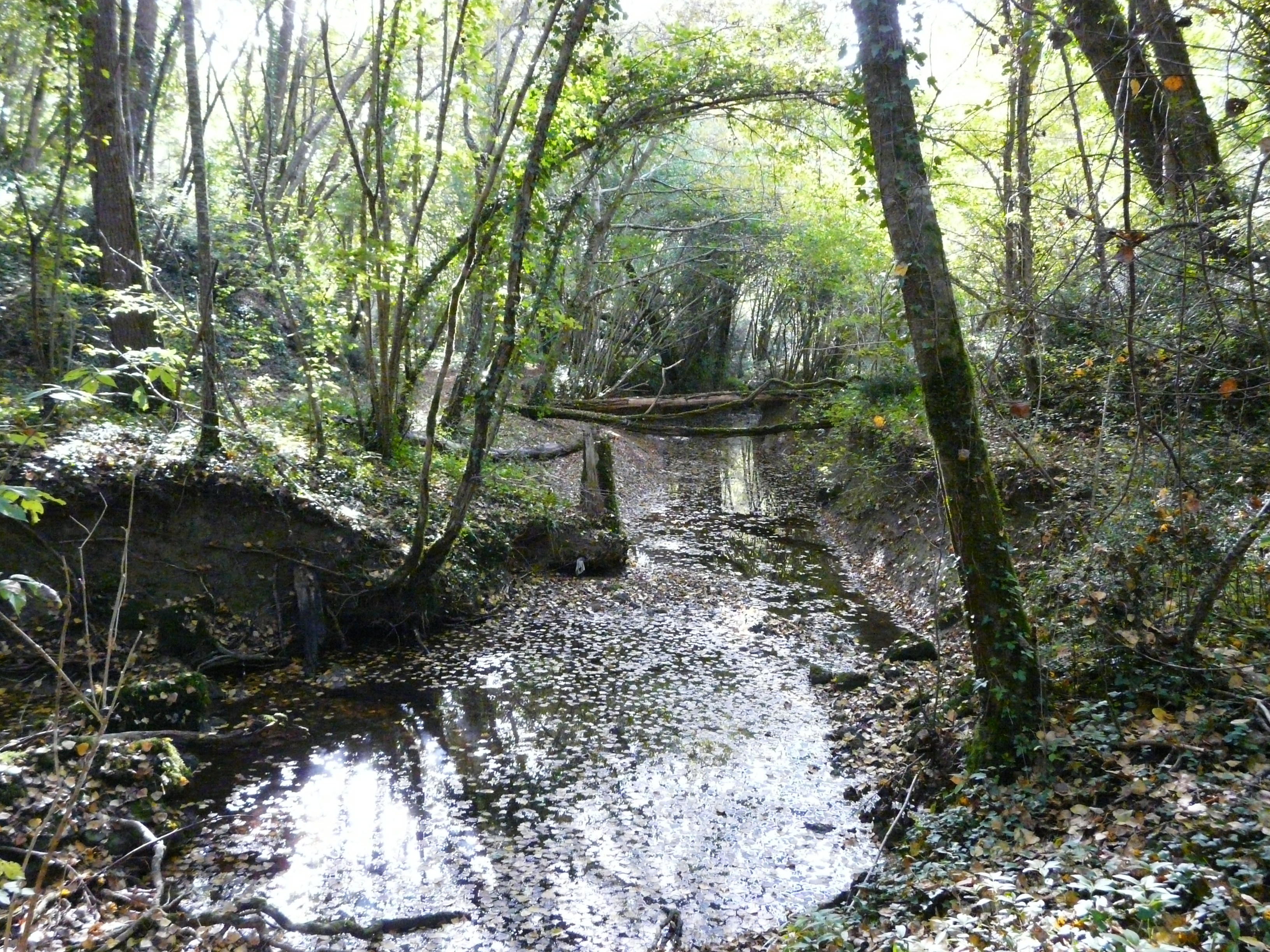
Gardonnette

## Geographie
Rouffignac-de-Sigoulès liegt ca. 10 km südwestlich im Einzugsbereich (Aire urbaine) von Bergerac im Gebiet Bergeracois der historischen Provinz Périgord am südlichen Rand des Départements.
Umgeben wird Rouffignac-de-Sigoulès von den Nachbargemeinden:
|         |                                             |             |
| Pomport | Kompassrose, die auf Nachbargemeinden zeigt | Monbazillac |
|         | Flaugeac Singleyrac                         | Ribagnac    |

Rouffignac-de-Sigoulès liegt in dem Einzugsgebiet des Flusses Dordogne.
Die Gardonnette, einer seiner Nebenflüsse, bildet die natürliche Grenze zu den südlichen Nachbargemeinden Flaugeac, Singleyrac und Ribagnac. Einer ihrer rechten Nebenflüsse, der Ruisseau des Giroux, fließt an der Grenze zur östlichen Nachbargemeinde Monbazillac entlang. Der Courbarieux ist ein weiterer Zufluss der Gardonnette und entspringt in Rouffignac-de-Sigoulès, bevor er an der Grenze zur westlichen Nachbargemeinde Pomport entlang fließt.

## Geschichte
Die Grotte Fontanguillère weist auf eine frühe Besiedelung des Gebiets hin, denn sie diente in der Altsteinzeit als Schutzraum, in der Bronzezeit als Grabstätte. Im Mittelalter gehörte Rouffignac zur Kastellanei von Puyguilhem, die von Comte Guilhem, einem Zeitgenossen Karls des Großen, gegründet worden war. Im 12. Jahrhundert erwarb der Seigneur von Bergerac die Pfarrgemeinde. Im 16. Jahrhundert fiel sie unter die Gerichtsbarkeit von Montcuq, das heute ein Weiler von Pomport ist. Die Kastellanei von Bergerac wurde im 17. Jahrhundert aufgeteilt und Rouffignac gehörte nunmehr des Seigneurs von Monbazillac und Bridoire, das heute ein Weiler der Nachbargemeinde Ribagnac ist.

### Toponymie
Toponyme und Erwähnungen von Rouffignac-de-Sigoulès waren:
- Roffinhac (16. Jahrhundert, Kastellanei von Montcuq),
- Roussignac (1750, Karte von Cassini),
- Rouffignac (1793, Notice Communale),
- Roussignac (1801, Bulletin des Lois),
- Rouffignac (1873, Dictionnaire topographique du département de la Dordogne).[5][6][7]

### Einwohnerentwicklung
Nach Beginn der Aufzeichnungen stieg die Einwohnerzahl bis zur ersten Hälfte des 19. Jahrhunderts auf einen Höchststand von rund 360. In der Folgezeit schwankte die Größe der Gemeinde zwischen rund 240 und rund 360 Einwohnern.
| Jahr      | 1962 | 1968 | 1975 | 1982 | 1990 | 1999 | 2006 | 2010 | 2022 |
| --------- | ---- | ---- | ---- | ---- | ---- | ---- | ---- | ---- | ---- |
| Einwohner | 279  | 253  | 263  | 281  | 282  | 284  | 337  | 345  | 321  |

## Sehenswürdigkeiten

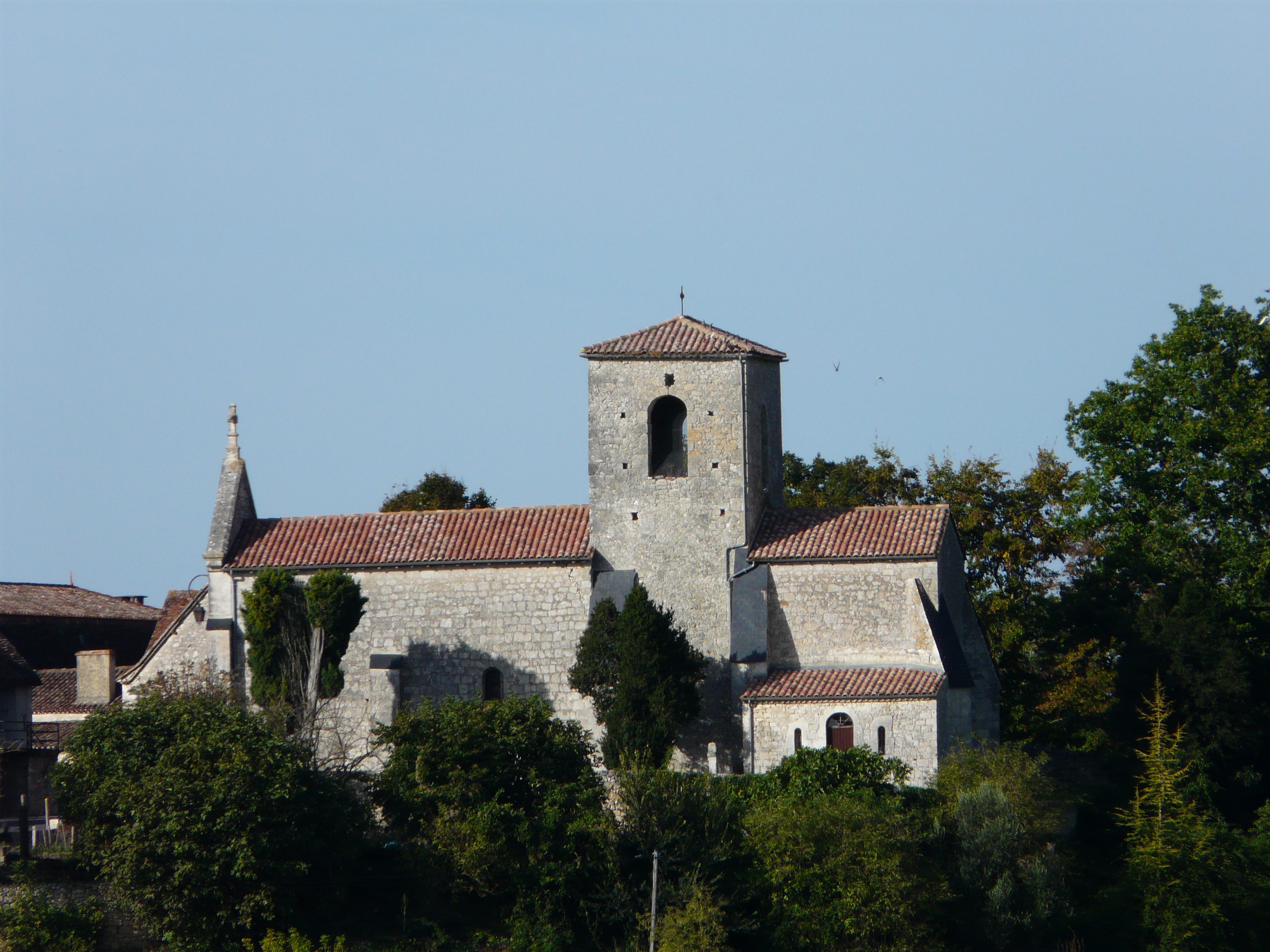
Pfarrkirche Saint-Claire

### PfarrkircheSaint-Claire
Die romanische Kirche wurde im 14. Jahrhundert auf den Fundamenten einer früheren Burg umgestaltet. Der heutige Glockenturm ist aus ihrem Bergfried entstanden.

### Grotte von Fontanguillère
Das Gelände wurde durch das Bach des Flusses Gardonnette geschaffen. Der erste Teil des Namens „Font“ stammt vom französischen fontaine (deutsch Quelle) ab. Der zweite Teil ist vermutlich ein Hinweis auf die Aale (französisch anguilles) im Fluss. Eine weitere Theorie geht von einer Ableitung vom französischen angle (deutsch Ecke, Verzweigung) aus. Die Grotte barg menschliche Skelette, die auch heute noch hier oder in verschiedenen Museen verstreut sind. Wurfmesser aus Feuerstein und andere Objekte sind hier ebenfalls gefunden worden. Am Ufer eines unweit gelegenen Bachs, der Caborne, sind Reste eines Dolmens entdeckt worden.

## Wirtschaft und Infrastruktur
Der Weinbau ist der wichtigste Wirtschaftsfaktor der Gemeinde.
Rouffignac-de-Sigoulès liegt in den Zonen AOC des Bergerac mit den Appellationen Bergerac (blanc, rosé, rouge), Côtes de Bergerac (blanc, rouge) und des Monbazillac, einem Dessertwein, mit den Appellationen Monbazillac und Monbazillac Sélection de grains nobles.

### Verkehr
Die Route départementale 933, die ehemalige Route nationale 133, durchquert Rouffignac-de-Sigoulès von Nord nach Süd und verbindet die Gemeinde im Norden mit Bergerac und mit Spanien im Süden.